# Fernando Oswaldo de Oliveira
Fernando Oswaldo de Oliveira (Três Barras, 18 de maio de 1916 — , 24 de fevereiro de 1995) foi um médico e político brasileiro.

## Vida
Filho de Oswaldo de Oliveira e de Maria Consuelo Costa de Oliveira. Casou com Nympha Ferreira de Oliveira.
Seguindo a carreira exercida por seu pai, ingressou no curso de medicina da Universidade Federal do Paraná aos 15 anos, e formou-se no ano de 1937, aos 21 anos. Casou com Nympha Ferreira de Oliveira e fixou residência em Canoinhas, onde clinicou.

## Carreira
Foi deputado à Assembleia Legislativa de Santa Catarina na 2ª legislatura (1951 — 1955), eleito pelo Partido Social Democrático (PSD).
Foi secretário de Estado da Saúde durante o governo Celso Ramos, período no qual foi construído, sob sua responsabilidade o Hospital Celso Ramos em Florianópolis. Foi médico do Serviço de Atendimento Domiciliar de Urgência – SANDU; foi diretor de Departamento Autônomo de Saúde Pública (DASP), órgão estadual que coordenava e fiscalizava as políticas sanitárias e médico-sociais praticadas em todo território catarinense; foi o primeiro médico do Instituto de Previdência do Estado de Santa Catarina (IPESC); foi presidente da Fundação Hospitalar de Santa Catarina, entidade autônoma  criada em 1965 e responsável pela organização e operação de rede médico-hospitalar sem fins lucrativos, onde aposentou-se, passando a assessorar na área técnica a srª Vilma Ramos Fonseca, superintendente da Legião Brasileira de Assistência (LBA), atendendo a convite de Celso Ramos, até a extinção daquela fundação no ano de 1995, ano em que veio a falecer.
Foi professor da Universidade Federal de Santa Catarina (UFSC) de 1962 a 1972, lecionando nas faculdades de farmácia e medicina, todavia prestou serviços àquela instituição de ensino sob contrato até 1995.
Foi autor do romance O Jagunço, editado em 1978, no qual, recordando fatos históricos, retrata as agruras e esperanças do povo que habitava a região do conflito do Contestado.